# Dharasuram
Dharasuram (o Darasuram) è una suddivisione dell'India, classificata come town panchayat, di 13.027 abitanti, situata nel distretto di Thanjavur, nello stato federato del Tamil Nadu. In base al numero di abitanti la città rientra nella classe IV (da 10.000 a 19.999 persone).

## Geografia fisica
La città è situata a 10° 57' 29 N e 79° 22' 25 E.

## Società

### Evoluzione demografica
Al censimento del 2001 la popolazione di Dharasuram assommava a 13.027 persone, delle quali 6.544 maschi e 6.483 femmine. I bambini di età inferiore o uguale ai sei anni assommavano a 1.489, dei quali 791 maschi e 698 femmine. Infine, coloro che erano in grado di saper almeno leggere e scrivere erano 9.138, dei quali 5.045 maschi e 4.093 femmine.